# Meata fungiformis
Meata fungiformis är en spindelart som beskrevs av Xiao X., Yin C. 1991. Meata fungiformis ingår i släktet Meata och familjen hoppspindlar. Inga underarter finns listade i Catalogue of Life.